# كانزاشي

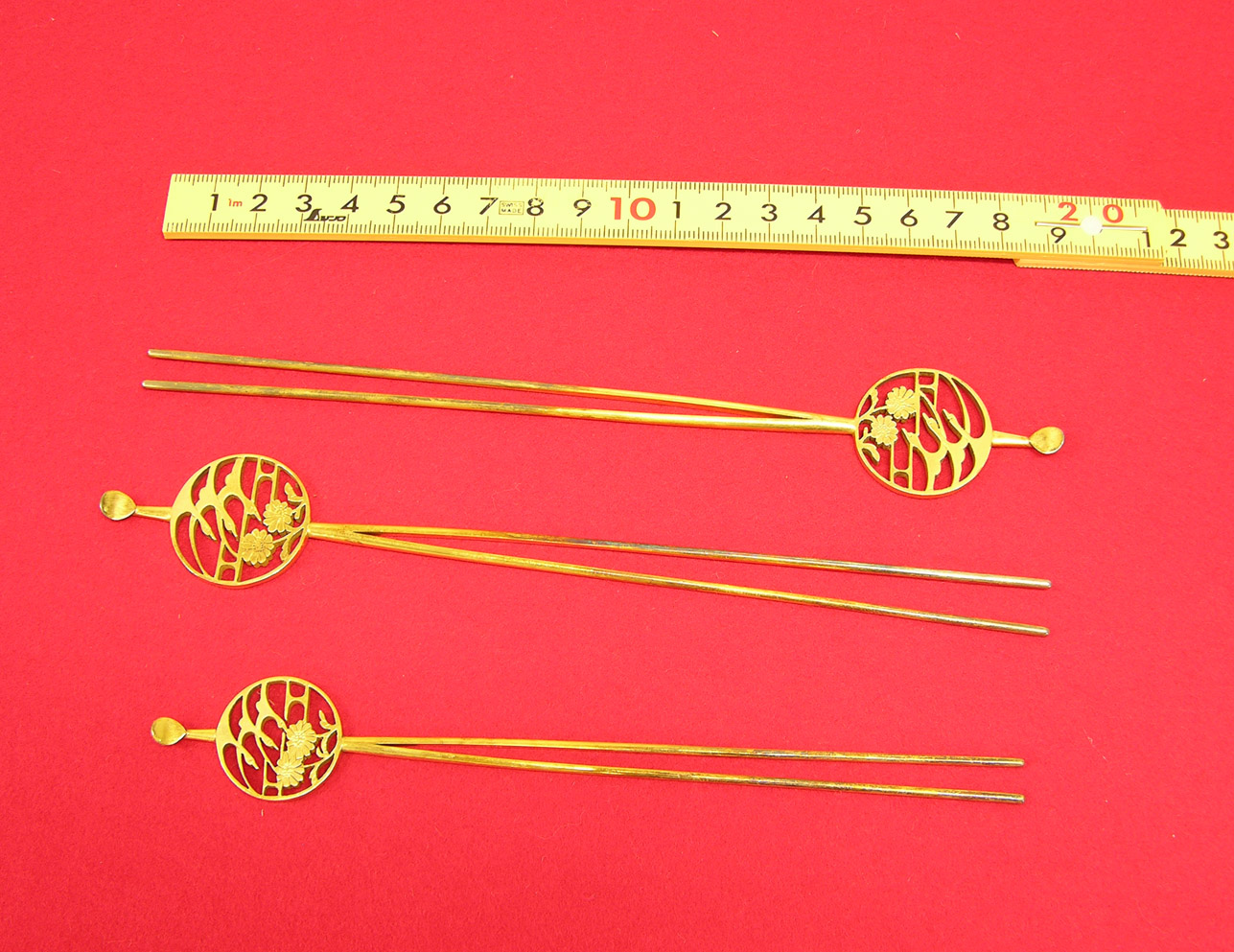
كانزاشي

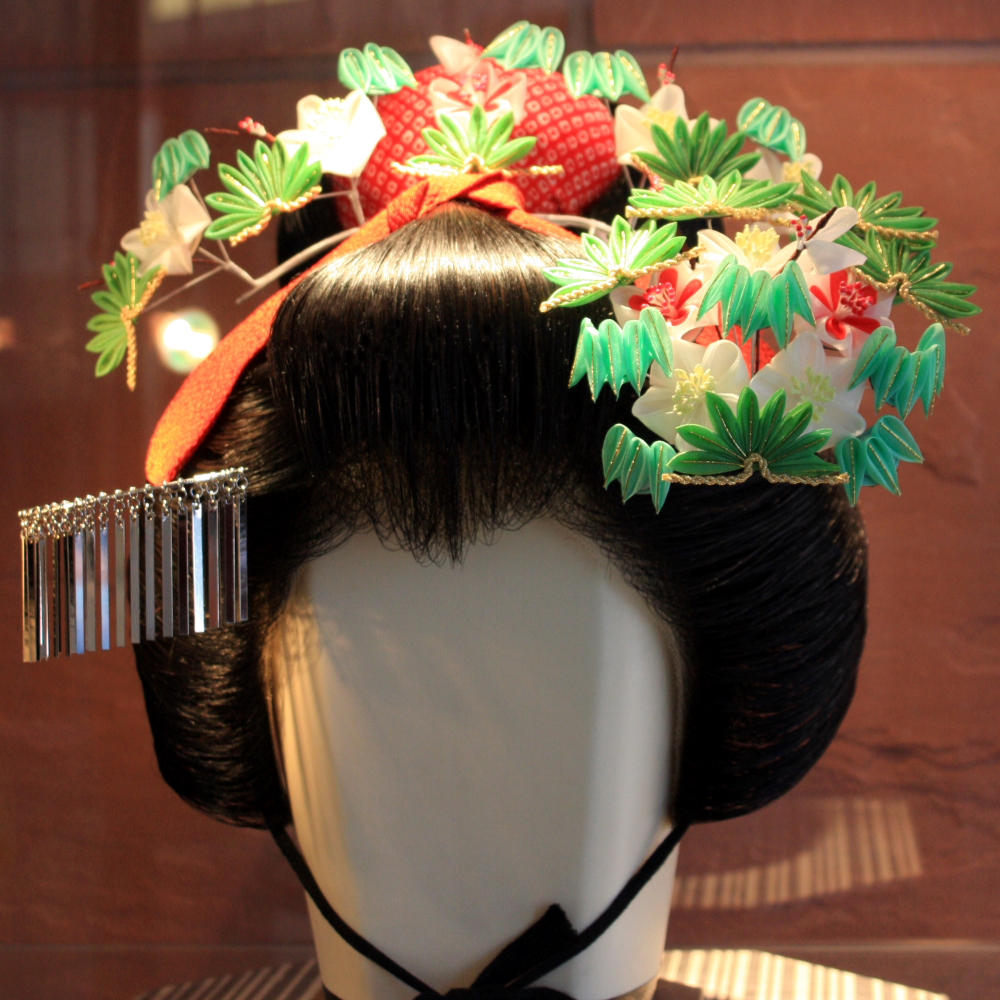
كانزاشي

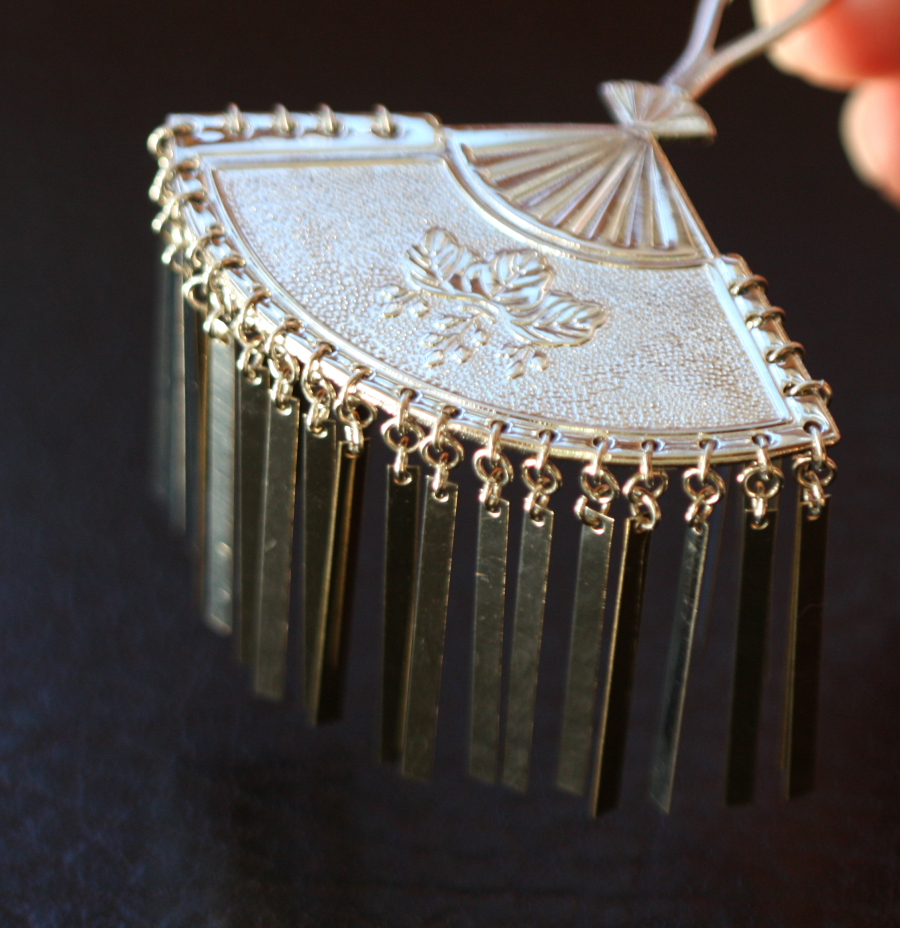
كانزاشي

كانزاشي (باليابانية: 簪) هي حلية للشعر تستخدم في تصفيف الشعر التقليدي في اليابان التي عادة ما تترافق مع ارتداء الكيمونو.
صنعت أنواع متعددة من الكانزاشي في فترة إيدو عندما بدأت النساء بتزيين شعورهن.
عادة ما تصنع الكانزاشي من الخشب المطلي (مثل خشب الساكورا) أو الذهب أو معدن مطلي وخاصة النحاس الأصفر، وفي العصر الحديث أصبحت أيضاً تصنع من البلاستيك.